# Михайло-Ганнівка
Миха́йло-Га́ннівка — село в Україні, у Попівській сільській громаді Конотопського району Сумської області. До 2020 центр сільської ради, до складу якої також входили села Турутине, Улянівка, Фесівка. Населення становить 172 осіб. Село розташоване за 35 км від райцентру.

## Географія
Село Михайло-Ганнівка знаходиться в 3-х км від лівого берега річки Ромен, на відстані до 2-х км від сіл Фесівка, Андріївське і Улянівка. У 5-ти км проходить автомобільна дорога Р60.

## Походження назви
За переказами, назва села Михайло-Ганнівка походить від імен його перших поселенців Михайла і Ганни Костенецьких — Михайла Олександровича Костенецького та його дружини Ганни. Інколи це село називали Костенецьке.

## Історія
Село здавна було розбите на п'ять основних кутків-хуторів, які називалися на честь найбагатших вихідців із села: Білозірщина (нині вул. Берегова), Соколівщина (нині вул. Садова), Кандибівщина (центр села, частина вул. Набережної), хутір Мітьолчин (частина вул. Роменської). Цей хутір заселили в основному вихідці з сіл Карабутове та Курилівка.
На території вулиці Роменської за панських часів стояли заводи, якими славилася Михайло-Ганнівка. Частину вулиці займав завод, на якому виготовляли селітру, а за цим заводом, але з правого боку, стояв цегельний завод. Власником заводів був мануфактурщик Власенко. Крім заводів, мав він також багато землі. Перед революційними подіями 1917 року Власенко разом із сім'єю зник із села, залишивши все своє майно, яке згодом було колективізоване.
У 1929 році в Михайло-Ганнівці, під час примусової колективізації, було створене перше колективне господарство ім. Ілліча. Першим головою господарства був Деняк Панас Павлович. Невдовзі комуністи почали мучити голодом людей. 1932—1933 вдалися до Голодомору-Геноциду, від якого постраждало село.
1941 німці вигнали із села сталінську владу. На війні загинуло 228 чоловік, багато молоді виїхало на роботу до Німеччини.
Після повернення до села сталіністів людей почали знову мучити голодом. В кожному селі — Улянівка, Фесівка, Турутине, Михайло-Ганнівка — були створені окремі господарства. Найуспішніше господарство було в селі Улянівка.
Село постраждало внаслідок геноциду українського народу, проведеного окупаційним урядом СССР 1923—1933 та 1946–1947 роках.

## Населення

### Мова
Розподіл населення за рідною мовою за даними :
| Мова       | Кількість | Відсоток |
| ---------- | --------- | -------- |
| українська | 165       | 95.93%   |
| російська  | 7         | 4.07%    |
| Усього     | 172       | 100%     |

## Уродженці
- Деняк Григорій Юхимович — учасник німецько-радянської війни, нагороджений орденом Вітчизняної війни II та I ступеня та орденом Червоної Зірки.

## Сьогодення
На території сільської ради діють: Михайло-Ганнівська сільська рада, сільськогосподарські підприємства ВАТ «Агрохімсоюз» СТОВ «Агрохімцентр», ПСП «Деметра», фельдшерсько-акушерський пункт, та поштове відділення.